# Krim-Herdenkingskerk
De Krim-Herdenkingskerk (Engels: Crimean Memorial Church, Turks: Kırım'ı Anma Kilisesi of ook Maria Kilisesi), ook bekend als Christuskerk, is een anglicaans kerkgebouw in Beyoğlu (de vroegere wijk Pera) in Istanboel.

## Geschiedenis

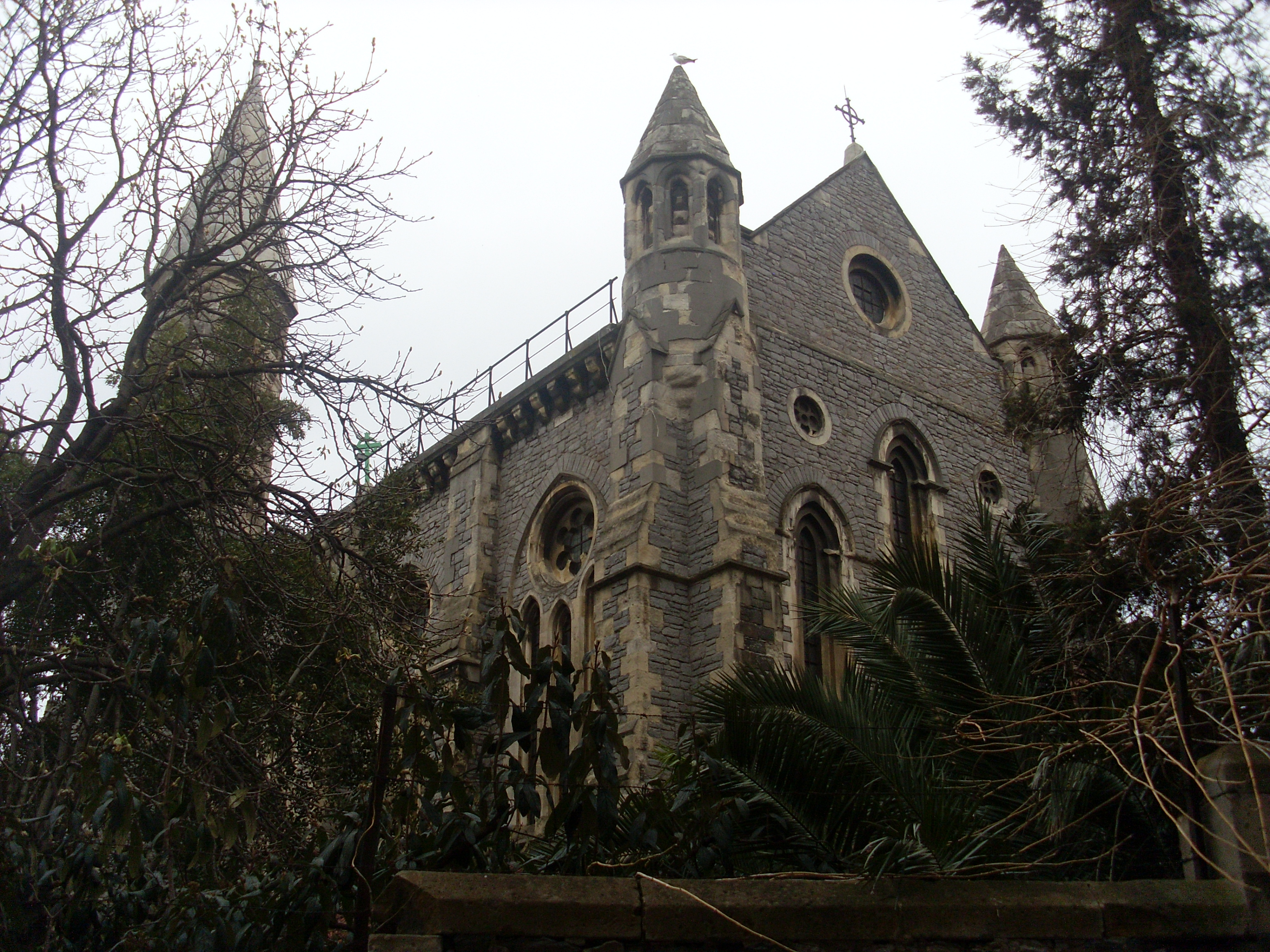
De Krim-Herdenkingskerk (2013)

De kerk werd tussen 1858-1868 ter herdenking aan de gevallen Britse soldaten in de Krimoorlog gebouwd. Sultan Abdülmecit die zijn land wilde moderniseren schonk voor dit doel de bouwgrond. 
Het plan om een herdenkingskerk in Constantinopel op te richten werd eerst in 1856 opgevat. Een uitgeschreven architectuurwedstrijd werd door William Burges gewonnen, maar onenigheid in de goedkeuringscommissie en de mening dat het gebouw een te on-Engels karakter kreeg, leidde tot vervanging van Burges door de architect George Edmund Street. 
In 1978 moesten de deuren van het kerkgebouw worden gesloten wegens gebrek aan het aantal leden. In 1991 werd de kerk heropend.